# 두칼레 궁전
두칼레 궁전(이탈리아어:  Palazzo Ducale[*])은 베네치아 도제(국가원수)의 공식적인 주거지로 9세기에 건설되었다. 현재의 건물은 대부분 1309년부터 1424년의 기간에 걸쳐 지어진 것이다. 고딕 양식의 건물로, 조형미는 베네치아에서 가장 뛰어나다. 산마르코 대성당에 면한 쪽에 '문서의 문(Porta della Carta)'이 있는데 옛날에는 여기에 정부의 포고문이나 법령 등을 붙였다. 문 위에 보이는 날개가 있는 사자는 베네치아의 상징이다. 두칼레 궁전의 '10인 평의회의 방'에는 베네치아의 주요 역사를 그린 그림, 원수 76인의 초상화 등이 있다. 두칼레 궁전에서는 산 마르코 광장과 베네치아 석호를 동시에 바라보며 즐길 수 있다.

## 비잔틴 양식
두칼레 궁전의 원형이 세워진 것은 샤를마뉴가 죽은 해인 813년으로 베네치아인들이 정부의 소재지와 시의 중심지로 리알토섬을 택하면서 당시 도제였던 안젤로 혹은 아그넬로 파르티치파치오에 의해 도제의 거처로서 당시 다른 서유럽의 통치자들의 거주지들과 마찬가지로 요새화된 관저로 산 마르코 성당과 함께 세워졌다. 다만 그형태나 위치에 대해선 알려진 것이 없으며 대략적인 위치에 대해서도 온갖 가설이 대립하다시피 하고 있으나 건물의 대략적인 형태에 대해서 피에르로 오르셀로 2세가 도제로 있던 당시에 오토 대개먹고싶다베네치아를 방문했을 때 그광경을 목격한 사고르니노란 인물의 기록에 의하면 폰다코 데 투르키와 같은 도시의 비잔틴 양식의 건축과 닮았으며 조각이라든지 황금과 찬란한 색체로 호화롭게 장식되어 있다고 적어 놓았다.
이후 이궁전은 칸디아노 4세에 대한 반란으로 인한 화재와 1106년에 있는 화재로 두차레나 훼손되는 것과 동시에 재건을 반복됨과 동시에 확장되어 이후 1173년과 12세기말 사이에 도제 세바스티안 치아니에 의해 다시 보수 공사를 거치면서 확장되어 이후 14세기 초의 고딕화 작업이 시작되기전까지 백년 이상 그대로 남아 있게 되었다.

## 고딕 양식
1297년경 피에르트 그라데니고가 도제로서 집권하면서 베네치아의 정부에 중대한 변화와 함께 귀족들의 권력이 한층 더 공고해졌다. 이와중에 두칼레 궁전은 한차레 변화를 겪게 된다.
1309년 두칼레 궁전은 증축 공사를 다시 시작하게 되었고 외·내부를 보수·증축을 해 1442년에 완공된다.

## 특징
궁전의 평면은 U자 형으로 산 마르코 대성당과 붙어 있으며, 탄식의 다리가 있는 동쪽 면을 제외한 피아체타와 리바 드 스키아보니를 면한 부분들은 1·2층이 한 가운데의 작은 방을 두고 좌·우로 회랑으로 구성되어 있으며 1층의 경우 첨두아치로 된 볼트로 처리되었지만 중정쪽은 평범한 아치로 구성되었다. 2층의 경우 외벽쪽은 오선아치로 되어 있었지만 중정쪽은 그냥 첨두아치로 되어 있었다. 3층은 큰 방으로 구성되어 있으며, 피아체타와 리바 드 스키아보니의 면한 외벽쪽은 붉은색, 흰색, 검은색 벽돌로 쌓아놓였으며, 마름꼴 형태로 붉은색, 다음으로 안쪽으로 같은 방식으로 흰색, 당시 안쪽으로 붉은색, 흰색을 샇아두다가 마지막으로 검은색 벽돌을 심자 형태로 마무리했다.
궁전 안 인테리어는 르네상스 양식과 바로크 양식이 혼재하고 있다.